# عيسى جهاد
عيسى علي جهاد نافع العنزي (مواليد 14 مارس 1993 في البحرين) هو لاعب كرة قدم دولي بحريني يجيد اللعب في مركز الوسط الأيمن وبدرجة أقل الوسط المحوري والوسط الأيسر. يلعب حاليا لصالح الحد الذي ينافس في الدوري البحريني الممتاز منذ 2022.